# 佛山地铁2号线
佛山地铁2号线是佛山地铁一条运营中的线路。线路连接佛山中心城区和广州南站，为第二条开通运营的广佛跨市地铁线路，亦是首条由佛山自主建设及运营的地铁项目。代表色为红色。
2号线分為兩期建設。其中一期線路於2014年6月开工，2021年12月28日开通运营；二期已在2021年1月获国家发改委批复，现正进行前期准备工作。

## 概要
2号线一期工程起点以地下形式起于南庄站，之后沿紫洞大道、季华一路高架行进，在季华大桥西端过潭洲水道后继续沿季华二路、季华三路向东，穿石湾公园、沿镇中路、魁奇路、下穿潭洲水道后沿佛陈公路、文登路继续向东行进，过佛山一环后由地下转为高架，继续沿文登路、规划林岳大道往东，在陈村水道前高架转为地下，过陈村水道后线路往东南向行进，由广州南站西广场北侧接入广州南站。线路全长32.41公里，设湖涌停车场和林岳综合维修基地。本线也是目前广佛线网中，其中一条首末站均采用站前折返的线路。
2号线二期将会从南庄站引出，途经南海西樵延长至高明西安，全長23.5公里。

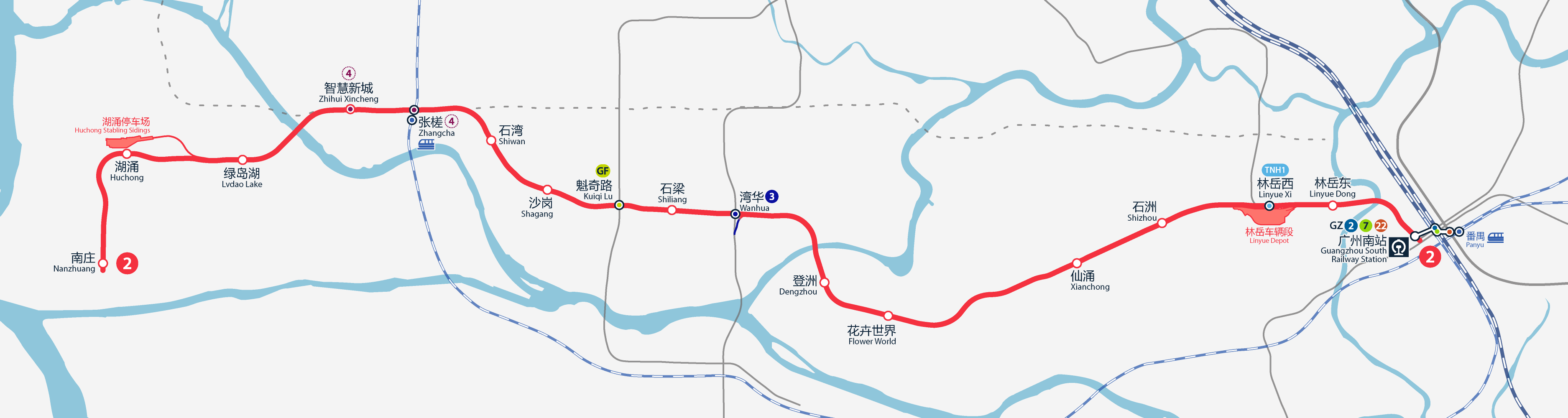
2號線（一期）線路圖，按真實走向比例繪畫

## 历史

### 一期

#### 规划
在早期規劃中，2號線走線已大致與現時相同，惟順德段當時進入陳村鎮后，继续沿佛陈公路和潭州水道往东，经陈村镇中心后再前往廣州新客站（現廣州南站）。後來該段線路北移，改為沿文登路進入南海區林岳村再接入廣州南站。而陳村鎮中心則改為由廣州地鐵7號線直接延伸進入。
广州南站建设时也有在站房下方的地铁车站（现广州地铁2、7号线车站）预留站厅和站台的位置供佛山2号线使用。后来因需要配合广州7号线改为六节车厢编组，而改为在广州南站西广场单独设站并设置换乘通道连接至广州地铁车站。

#### 建设
中國交通建設集團、佛山轨道公司和南车四方（现中车四方）组成的联合体于2013年以建设－经营－转让模式获得佛山地铁2号线一期工程30年的特许经营权，其中建设期5年、运营期25年。联合体于2014年4月8日出资组建中交佛山投资发展有限公司；2015年，国开发展基金向中交佛投公司注资；2018年，中交佛投公司的股权结构调整为佛山轨道42%、中国交建28%、国开基金25%、中车四方5%。
2011年9月1日，佛山地铁2号线进行勘探施工。
2012年11月6日，2号线一期工程正式获批。在2013年5月則確定17座車站的位置。
2号线一期工程的前期工程于2014年6月27日正式启动。2016年5月16日，一期工程正式进入盾构施工阶段，首台盾构机于当日上午进入登洲站，开始至湾华站区间的作业。2017年3月7日，花仙区间右线隧道顺利贯通，为全线首个贯通的区间单幅。铺轨工程则于2018年1月8日正式启动。
2019年11月25日，随着沙岗站成功封顶，2号线一期工程佛山境内所有车站完成封顶；剩余的广州南站亦于2021年2月2日封顶。而一期工程的隧道于2020年11月6日全线贯通。
2021年7月31日，2号线一期全线进入调试阶段。随后，2号线一期工程于12月8日通过竣工验收、12月13日通过初期运营前安全评估、12月15日正式移交“三权”。

#### 运营
2021年12月28日中午12时，2号线一期正式开通运营。
2025年3月25日起，2号线每日提前30分钟结束运营，以进行设备检修工作；5月8日， 佛山地铁再以降本增效为由，将提前收车的临时措施转为常态化实施，同时延长列车行车间隔。

### 二期
2号线二期于2016年末被列入佛山市城市轨道交通（2017至2022年）建设规划方案當中。2021年1月7日，国家发展改革委批复《佛山市城市轨道交通第二期建设规划（2021-2026）》，2号线二期与4号线一期和11号线一同获批建设。
二号线二期获批数年，仍处于工程可行性研究阶段。当局计划先行推进二期南庄至西樵山段，截至2025年6月，该段正进行工可报告编制等工作。

## 站点
2號線一期共設17座車站，其中地下站14座，高架站3座，現時有4座為換乘站。同時有9站與近期在建或規劃線路換乘；二期則設有10座車站，其中地下站5座，高架站5座。
| 車站編號 | 站名及配色 | 站名及配色 | 里程（公里） | 里程（公里）                                                                                              | 换乘路线           | 所在地               | 啟用時間       | 车站形式     |
| 車站編號 | 站名及配色 | 站名及配色 | 站间         | 累计 | 换乘路线           | 所在地               | 啟用時間       | 车站形式     |
| 2號線 | 2號線      | 2號線      | 2號線        | 2號線 | 2號線              | 2號線                | 2號線          | 2號線        |
| --- | ---------- | ---------- | ------------ | --- | ------------------ | -------------------- | -------------- | ------------ |
| ↑接續規劃二期路段（西安－南莊） |            |            |              | |                    |                      |                |              |
| F211 |            | 南庄       | -            | 0.0 |                    | 禪城区               | 2021年12月28日 | 地下岛式站台 |
| F212 | 湖涌       | 2.61       | 2.61         | |                    | 禪城区               | 2021年12月28日 | 地下岛式站台 |
| F213 | 綠島湖     | 2.29       | 4.90         | |                    | 禪城区               | 2021年12月28日 | 地下岛式站台 |
| F214 | 智慧新城   | 2.54       | 7.44         | 4号线 | 地下双岛式站台[L4] | 禪城区               | 2021年12月28日 |              |
| F215 | 张槎       | 1.29       | 8.73         | 4号线 张槎站：广肇城际鐵路                                                                                | 地下双岛式站台[L4] | 禪城区               | 2021年12月28日 |              |
| F216 | 石湾       | 1.85       | 10.58        | | 地下岛式站台       | 禪城区               | 2021年12月28日 |              |
| F217 | 沙岗       | 1.57       | 12.15        | | 地下岛式站台       | 禪城区               | 2021年12月28日 |              |
| F218 | 魁奇路     | 1.54       | 13.69        | 广佛地铁 GF05                                                                                             | 地下侧式站台       | 禪城区               | 2021年12月28日 |              |
| F219 | 石梁       | 1.06       | 14.75        | | 地下岛式站台       | 禪城区               | 2021年12月28日 |              |
| F220 | 湾华       | 1.33       | 16.08        | 3号线 F320                                                                                                | 地下一岛两侧式月台 | 禪城区               | 2021年12月28日 |              |
| F221 | 登洲       | 2.69       | 18.77        | | 順德区             | 地下岛式站台         | 2021年12月28日 |              |
| F222 | 花卉世界   | 1.54       | 20.31        | | 順德区             | 地下岛式站台         | 2021年12月28日 |              |
| F223 | 仙涌       | 4.15       | 24.46        | | 順德区             | 高架侧式站台         | 2021年12月28日 |              |
| F224 | 石洲       | 2.02       | 26.48        | | 順德区             | 高架侧式站台         | 2021年12月28日 |              |
| F225 | 林岳西     | 2.31       | 28.79        | 南海有轨1号线 TNH114                                                                                      | 南海区             | 高架双岛式站台[TNH1] | 2021年12月28日 |              |
| F226 | 林岳东     | 1.30       | 30.09        | 11号线 南海有轨1号线 TNH115 [出站]                                                                        | 南海区             | 地下岛式站台         | 2021年12月28日 |              |
| F227 | 广州南站   | 1.97       | 32.06        | 廣州地鐵：2号线 201、7号线 701、22号线 2203 廣州南站 番禺站：广肇城际鐵路、广惠城际铁路、广州东环城际铁路 | 廣州市番禺区       | 地下岛式站台         | 2021年12月28日 |              |
| 註釋 |            |            |              | |                    |                      |                |              |
| - 以斜體標示的換乘線路尚未開通。 - L4 2號線與4號線共用，其中2號線均使用内側。 - TNH1 2號線與南海有轨电车1号线共用，其中2號線使用外側。 - 出站 因本线车站与有轨电车车站目前为两个不相连站体，目前需出闸换乘南海有轨电车1号线。 |            |            |              | |                    |                      |                |              |
| 论 编 |            |            |              | |                    |                      |                |              |

| 規劃二期路段                                                                                               | 規劃二期路段         | 規劃二期路段 | 規劃二期路段 | 規劃二期路段 | 規劃二期路段 | 規劃二期路段 |
| 站名 | 换乘路线             | 所在地       | 啟用時間     | 车站形式     |              |              |
| 2號線二期                                                                                                  | 2號線二期            | 2號線二期    | 2號線二期    | 2號線二期    |              |              |
| --- | -------------------- | ------------ | ------------ | ------------ | ------------ | ------------ |
| 西安 |                      | 高明区       | 待定         | 未知         |              |              |
| 高明 |                      | 高明区       | 待定         | 未知         |              |              |
| 荷城 | 高明有轨1号线 TGM107 | 高明区       | 待定         | 未知         |              |              |
| 平沙岛 |                      | 南海区       | 待定         | 未知         |              |              |
| 官太路 |                      | 南海区       | 待定         | 未知         |              |              |
| 西樵 |                      | 南海区       | 待定         | 未知         |              |              |
| 西樵山 |                      | 南海区       | 待定         | 未知         |              |              |
| 樵丹路 |                      | 南海区       | 待定         | 未知         |              |              |
| 西樵客运站                                                                                                 |                      | 南海区       | 待定         | 未知         |              |              |
| 吉利 |                      | 禪城区       | 待定         | 未知         |              |              |
| ↓接續既有路段（南莊－廣州南站）                                                                            |                      |              |              |              |              |              |
| 註釋 |                      |              |              |              |              |              |
| - 2号线二期仍在规划中，最终设站及车站命名情况须以有关部门批复为准。 - 所有以斜体标识的线路和车站均未开通。 |                      |              |              |              |              |              |

### 換乘站
已投入使用
- 魁奇路站：换乘廣佛地鐵。兩線為十字型節點式換乘，本站广佛线建造時已作出相應預留。
- 灣華站：换乘3号线。兩線十字交叉，车站统一设计且土建同步施工完成。
- 林岳西站：换乘南海有轨电车1号线。本站與南海有軌電車1號線為雙島四線順向平行轉乘，建造時已同步實施。
- 广州南站：换乘廣州地铁2号线、廣州地铁7号线、廣州地铁22号线。因原有廣州南站建造時預留的車站結構已改为由廣州地铁7号线使用，佛山2号线車站改為在廣州南站西廣場兴建，並以站廳長通道連接既有的廣州2號線及7號線車站，换乘通道已于2024年1月21日投入使用[27][28]。

未投入使用
- 荷城站：换乘高明有轨电车1号线。
- 綠島湖站：换乘7号线。7號線为远期规划线路，2號線建造時没有作出任何預留。
- 智慧新城站：换乘4号线和14号线。2號線和4號線兩線平行，2號線設計時已考慮4號線接入，與張槎站為連續同台換乘站；14號線为远期规划线路，预留情况未知。
- 張槎站：换乘4号线。2號線和4號線兩線平行，2號線設計時已考慮4號線接入，與智慧新城站為連續同台換乘站。
- 石灣站：换乘5号线。兩線十字交叉，建造時已作出相應預留。
- 花卉世界站：换乘6号线。兩線十字交叉，建造時已作出相應預留。
- 石洲站：换乘10号线。10號線为远期规划线路，2號線建造時没有作出任何預留。
- 林岳東站：换乘南海有轨电车1号线和11号线。本站与2号线站台并不相连，两线开通初期被标注为两个独立车站，不能换乘；而2號線和11號線十字交叉，2號線建設時已为11号线作出預留，预计为站台节点换乘（需经过缓冲层）及站厅换乘[29]；待11号线开通后，可通过11号线的地下站厅接驳换乘至南海有轨电车1号线。

### 车站设计
全綫14座地下車站均採用統一的白色搪瓷板和紅色色帶進行裝修，而出入口繼續採用與廣佛線佛山段各站一致的「玻璃盒」設計，但不再使用「剪紙」裝飾，改為使用仿照傳統窗框的圖樣進行裝飾。

## 行车安排
2號綫目前採取單一路線營運，所有列車皆往返南庄站及廣州南站之間，单程运行时间约45分钟。2号线开通初期，行车间隔为高峰期（每日6:00-21:00）5分45秒，低峰期（每日21:00-23:30）8分22秒；惟现时因客流需求不大，平峰期行车间隔调整为9分55秒，夜间低峰期更延长至约12分钟。
线路开通后逢每年春运返程期间，廣州南站往南庄站的常規尾班車開出之後，會於23:45和翌日00:45再開出兩班加班車，供廣州南站夜間高鐵抵站乘客接駁進入佛山市区。加班車中途只停靠林岳西、登洲、魁奇路、张槎，並以南庄為終點站。乘客抵站後均無法換乘其它地鐵線路，只能出站轉乘其它交通工具。

## 乘客量
2号线作为佛山市内首条东西向地铁干线，大致沿佛山中心城区中南部行走。线路串连起禅城区西部和南部的南庄、张槎和石湾镇三个镇街，以及顺德区北面的碧桂花城和南海三山新城南部的林岳片区。同时更直接连接广州南站，成为佛山中心城区前往广州南站最直接的交通方式之一。
但是因线路未经过中心城区的主要商业区，沿线行经的魁奇路和碧桂花城一带均以住宅区为主，绿岛湖片区的发展仍在起步阶段，线路东段沿线现时更仍为乡郊，仅智慧新城有一定的商业发展。因此现时2号线仅以来自沿线住宅区，再加上来往广州南站的客流为主。这些客流相当一部分都需要通过魁奇路站换乘，进入广佛线前往禅桂中心城区乃至广州市区。再加上2号线开通时间尚短，佛山地铁现时仅开始成网，且市民出行方式长期依赖自驾。因此2号线目前载客量仅维持在一般水平，高峰期时段车厢不算拥挤，非高峰期时段更可以随时觅得座位。
目前2号线日均客流维持在八、九万人次的水平。2024年10月某天，2号线客流量首超20萬人次，創歷史新高。

## 列車

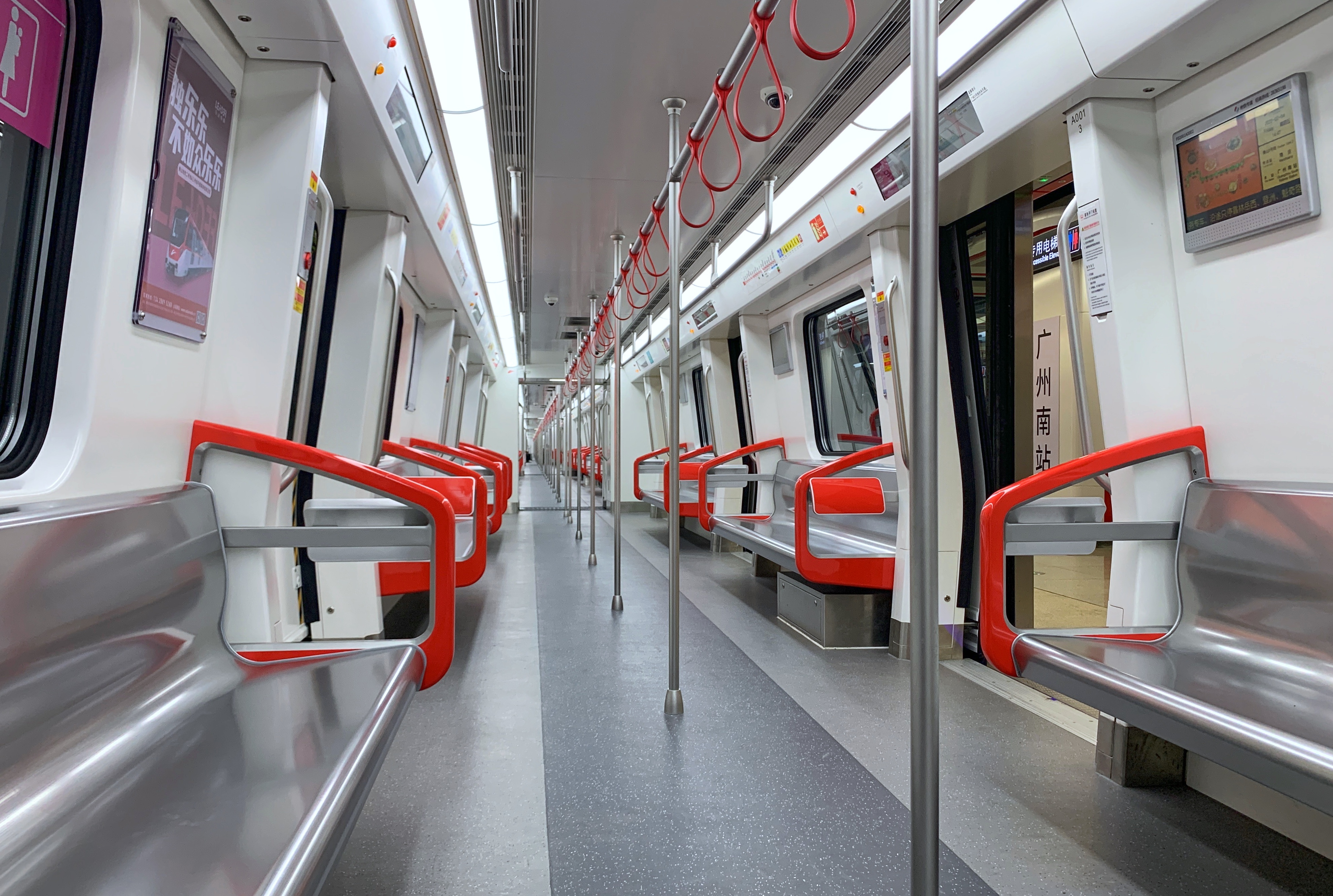
列车内部装饰

2號線列车为B型車6節編組，設計速度100km/h，初期配屬25列車，由中車四方的佛山高明基地生产。

## 事故及问题

### “2·7”透水坍塌重大事故
2018年2月7日晚19时许，绿岛湖至湖涌右線盾构区间1.35 km处的盾构机尾部突发透水，工人尝试堵漏未果；20时40分左右，现场透水面积扩大，导致隧道管片变形及破损，引发地面季华西路三十多米路段坍塌，造成隧道内11人死亡、1人失踪、8人受伤，直接经济损失约5,323.8万元。该段工程的建设单位为中交佛山投资发展有限公司，总承包单位为中交第二航务工程局有限公司，监理单位为广州轨道交通建设监理有限公司。
广东省政府事后成立调查组，对事故进行调查，调查报告于2018年7月30日正式发布。调查组认定事故的直接原因如下：

一是事故发生段存在深厚富水粉砂层且临近强透水的中粗砂层，地下水具有承压性，盾构机穿越该地段时发生透水涌砂涌泥坍塌的风险高；
二是盾尾密封装置在使用过程密封性能下降，盾尾密封被外部水土压力击穿，产生透水涌砂通道；
三是涌泥涌砂严重情况下在隧道内继续进行抢险作业，撤离不及时；
四是隧道结构破坏后，大量泥砂迅猛涌入隧道，在狭窄空间范围内形成强烈泥砂流和气浪向洞口方向冲击，导致部分人员逃生失败，造成了人员伤亡的严重后果。

调查组对33名责任人员提出了处理意见。其中，1名在事故中遇难人员被免予追责，2名企业人员已被公安机关立案侦查并采取强制措施，1人另案处理，其余企业及政府公职人员被建议给予相应的党纪政务处分和问责处理。

### 其他建设事故
- 2018年7月28日晚8点40分左右，花仙区间2号联络通道施工中发生漏水，造成佛山市顺德区文登路（大都村段）地面塌陷，面积约300平方米，无人员伤亡[35]。
- 2019年6月16日凌晨，湖绿区间段联络通道冷冻法作业过程中隧道发生漏水，现场未造成人员伤亡。事故导致季华西路（禅秀路至一环桥底）双向交通临时封闭[36]。

### 车内噪音过大
2号线开通后，便一直有乘客反映列车行驶时车内噪声过大。《南方日报》记者使用噪声计测量发现，在石梁—湾华区间，车厢内噪声瞬间值超过100分贝；列车加速、减速阶段，噪声值也维持在85分贝左右，并伴随有尖锐的啸叫声。实测结果已超出《城市轨道交通列车噪声限值和测量方法》规定的“地下地铁客室内噪声限值为83分贝，地上地铁客室内噪声限值为75分贝”。记者同时在其他线路区间测量发现，广佛线噪声瞬时值未超过85分贝，大部分时间保持在75分贝；使用与2号线相近型号列车，但已针对噪音问题作出改善的3号线，噪音维持也有80-95分贝，但瞬间值未超100分贝。佛山地铁回应时承认有收到乘客对噪声相关的反馈，并指主要集中在花卉世界—湾华区间和石湾—张槎区间。佛山地铁亦称正推动列车降噪项目立项，并研究制定降噪措施。